# Голуей (графство)
Голуей (на английски: County Galway, Каунти Голуей; на ирландски: Contae na Gaillimhe) е едно от 26-те графства на Ирландия. Намира се в провинция Конахт. Главен административен център е град Голуей. Граничи с графствата Офали, Роскомън, Мейо Типърари и Клеър. На запад граничи с Атлантическия океан. Има площ 6148 km². Население 231 035 жители към 2006 г. заедно с град Голуей. Градовете в графството са Аденрай, Балинаслоу, Гленамади, Голуей (най-голям по население), Горт, Килронан, Клифдън, Лохрей, Маунтбелю, Портъмна, Туам, Уилиамстаун, Утарард, Хедфорд и Холигроув.